# Nucli de ferrita
En electrònica, un nucli de ferrita és un tipus de nucli magnètic fet de ferrita sobre el qual es formen els bobinatges dels transformadors elèctrics i altres components bobinats com els inductors. S'utilitza per les seves propietats d'alta permeabilitat magnètica juntament amb una baixa conductivitat elèctrica (que ajuda a prevenir els corrents de Foucault).

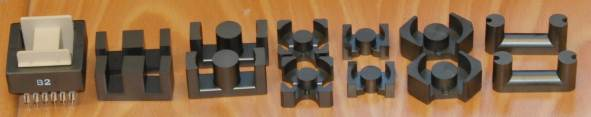
Diversos nuclis de ferrita

A causa de les seves pèrdues comparativament baixes a altes freqüències, s'utilitzen àmpliament en els nuclis de transformadors de radiofreqüència i inductors en aplicacions com fonts d'alimentació en mode commutat i antenes d'espira de ferrita per a receptors de ràdio AM.

## Ferrites
Les ferrites són compostos ceràmics dels metalls de transició amb oxigen, que són ferromagnètics però no conductors. Les ferrites que s'utilitzen en transformadors o nuclis electromagnètics contenen òxids de ferro combinats amb compostos de níquel, zinc i/o manganès. Tenen una baixa coercitivitat i s'anomenen «ferrites toves» per distingir-les de les «ferrites dures», que tenen una alta coercitivitat i s'utilitzen per fer imants de ferrita. La baixa coercitivitat significa que la magnetització del material pot invertir la direcció fàcilment mentre dissipa molt poca energia (pèrdues d'histèresi), alhora que l'alta resistivitat del material evita corrents de Foucault al nucli, una altra font de pèrdua d'energia. Les ferrites toves més comunes són: 
- Ferrita de manganès-zinc (MnZn, amb la fórmula MnaZn(1−a)Fe₂O4). El MnZn té nivells de permeabilitat i saturació més alts que el NiZn.
- Ferrita de níquel-zinc (NiZn, amb la fórmula NiaZn(1−a)Fe₂O4). Les ferrites NiZn presenten una resistivitat més alta que MnZn i, per tant, són més adequades per a freqüències superiors a 1 MHz.[1]

Per a aplicacions per sota de 5 MHz, s'utilitzen ferrites MnZn; per sobre d'això, NiZn és l'opció habitual. L'excepció és amb els inductors de mode comú, on el llindar escollit és de 70 MHz.
Com que qualsevol barreja donada té una compensació de la freqüència màxima utilitzable, en comparació amb un valor μ més alt, dins de cadascun d'aquests subgrups els fabricants produeixen una àmplia gamma de materials per a diferents aplicacions barrejats per donar una inductància inicial alta (baixa freqüència) o més baixa. inductància i freqüència màxima més alta, o per a ferrites de supressió d'interferències, un rang de freqüències molt ampli, però sovint amb un factor de pèrdua molt elevat (Q baix).
És important seleccionar el material adequat per a l'aplicació, ja que la ferrita correcta per a un subministrament commutat de 100 kHz (alta inductància, baixa pèrdua, baixa freqüència) és força diferent de la d'un transformador de radiofreqüència o antena d'espira de ferrita (alta freqüència, pèrdua baixa, però inductància més baixa) i diferent de nou d'una ferrita de supressió d'interferències (pèrdua alta, banda ampla)

## Aplicacions
Hi ha dues àmplies aplicacions per als nuclis de ferrita que difereixen en mida i freqüència d'operació: transformadors de senyal, que són de mida petita i freqüències més altes, i transformadors de potència, que són de gran mida i freqüències més baixes. Els nuclis també es poden classificar per forma, com ara nuclis toroidals, nuclis de carcassa o nuclis cilíndrics.
Els nuclis de ferrita utilitzats per als transformadors de potència funcionen en el rang de baixes freqüències (normalment d'1 a 200 kHz) i són de mida bastant gran, poden ser toroidals, de carcassa o amb forma de les lletres «C», «D» o «E». Són útils en tot tipus de dispositius electrònics de commutació, especialment en fonts d'alimentació d'1 watt a 1000 watts com a màxim, ja que les aplicacions més potents solen estar fora de l'abast del nucli únic ferrític i requereixen nuclis de laminació orientats al nucli.
Els nuclis de ferrita utilitzats per als senyals tenen un ventall d'aplicacions des d'1 kHz fins a molts MHz, potser fins a 300 MHz, i han trobat la seva aplicació principal en electrònica, com en ràdios AM i etiquetes RFID.

## Antenes de ferrita

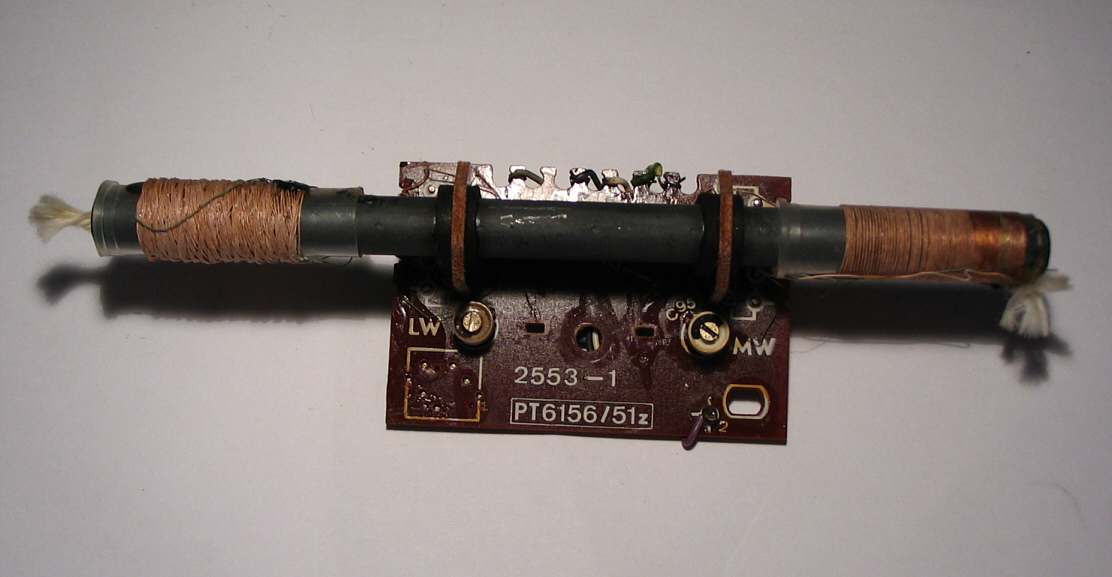
Antena d'espira d'una ràdio AM amb dos bobinatges, un per a la recepció d'ona llarga i un altre per a la recepció d'ona mitjana (emissió AM). Normalment fan 10 cm de llarg, aquestes antenes d'espira solen estar amagades dins del receptor de ràdio

Les antenes de varetes de ferrita (o antenes) són un tipus d'antena de bucle magnètic petit molt comuna a les ràdios i transistors de banda de transmissió de ràdio AM, tot i que es van començar a utilitzar en ràdios de tub de buit (vàlvula) a la dècada del 1950. També són útils en receptors de molt baixa freqüència (VLF), i de vegades poden donar bons resultats sobre la majoria de les freqüències d'ona curta (suposant que s'utilitza una ferrita adequada). Consisteixen en una bobina de filferro enrotllada al voltant d'un nucli de vareta de ferrita (normalment uns centímetres més llarg que la bobina, però de vegades més d'1 metre de llarg). Aquest nucli «concentra» eficaçment el camp magnètic de les ones de ràdio per donar un senyal més fort que el que es podria obtenir amb una antena semblant al nucli d'una antera d'espira de mida comparable, si bé encara no tan fort com el senyal que es podria obtenir amb una bona antena de cable exterior.
Altres noms inclouen antena de bastó, ferrod i antena de ferrita. Ferroceptor és un nom alternatiu antic per a una antena de vareta de ferrita, especialment utilitzat per Philips on el nucli de ferrita s'anomenaria vareta Ferroxcube (una marca adquirida per Yageo a Philips l'any 2000). La vareta de ferrita o loop-stick de vegades es refereix a la combinació de bobina més ferrita que substitueix tant una antena externa com el primer circuit sintonitzat de la ràdio, o només el nucli de ferrita en si (la vareta cilíndrica o ferrita plana).